# Mefin Davies

a Compétitions nationales et continentales officielles uniquement.

b Matchs officiels uniquement.
Mefin Davies, né le 2 septembre 1972 à Nantgaredig (pays de Galles), est un joueur de rugby à XV qui joue avec l'équipe du pays de Galles entre 2002 et 2007, évoluant au poste de talonneur (1,78 m et 95 kg).

## Carrière
Il dispute son premier test match le 8 juin 2002, contre l'équipe d'Afrique du Sud. Auparavant, il a eu une sélection avec l'équipe A du pays de Galles.
Davies dispute trois matchs de la Coupe du monde 2003.
Après avoir fait partie des Neath-Swansea Ospreys, puis du club de Gloucester RFC, il joue actuellement avec les Leicester Tigers en Challenge européen et dans le championnat d'Angleterre.

## Palmarès
- En équipe nationale : 39 sélections
- Sélections par année : 4 en 2002, 11 en 2003, 10 en 2004, 9 en 2005, 4 en 2006, 1 en 2007
- Quatre Tournois des Six Nations disputés : 2003, 2004, 2005, 2006
- Grand Chelem en 2005.